# Matti Lackman
Pentti Matti Sakari Lackman, född 24 februari 1948 i Simo, är en finländsk historiker. Han blev filosofie doktor 1983, blev 1987 docent vid Uleåborgs universitet, 1990 vid Joensuu universitet och 2001 vid Åbo universitet. Han tilldelades titeln professur år 2008. Lackman var från 1985 till sin pensionering 2013 rektor över Uleåborgs arbetarinstitut (Oulu-opisto).
Lackman har forskat och skrivit om republiken Finlands historia, jägarrörelsen, Statspolisens historia och mellankrigstiden.

## Verk
- Kullervo Manner. Somero: Amanita, 2017. ISBN 978-952-5330-84-7